# Русская Гора
Русская Гора — деревня в Вышневолоцком городском округе Тверской области.

## География
Находится в центральной части Тверской области на расстоянии приблизительно 21 км по прямой на восток от города Вышний Волочёк.

## История
По местным данным, известна с XV века и свое название получила от того, что жителями деревни были русские, в отличие от соседних деревень, где большую часть составляли карелы-переселенцы. Была отмечена на карте 1825 года. В 1859 году здесь (деревня Вышневолоцкого уезда) было учтено 37 дворов. До 2019 года входила в состав ныне упразднённого Дятловского сельского поселения Вышневолоцкого муниципального района. Примерно в 3-4 км от деревни в XV—XVIII веках существовал монастырь. На его месте был воздвигнут поклонный крест.

## Население
Численность населения составляла 235 человек (1859 год), 32 (русские 100 %) в 2002 году, 28 в 2010.